# Clarkesville
La ville américaine de Clarkesville est le siège du comté de Habersham, dans l’État de Géorgie. Lors du recensement de 2010, sa population s’élevait à 1 733 habitants.

## Démographie
| 1850 | 1870 | 1880 | 1890 | 1900 | 1910 |
| ---- | ---- | ---- | ---- | ---- | ---- |
| 502  | 263  | 291  | 396  | 491  | 528  |

| 1920 | 1930 | 1940 | 1950  | 1960  | 1970  |
| ---- | ---- | ---- | ----- | ----- | ----- |
| 542  | 617  | 850  | 1 106 | 1 352 | 1 294 |

| 1980  | 1990  | 2000  | 2010  | - | - |
| ----- | ----- | ----- | ----- | - | - |
| 1 348 | 1 151 | 1 248 | 1 733 | - | - |

## Personnalités liées à la ville
- McKenzie Coan (1996), nageuse handisport

## Source
- (en) Cet article est partiellement ou en totalité issu de l’article de Wikipédia en anglais intitulé « Clarkesville, Georgia » (voir la liste des auteurs).